# Isla Guano
Isla Guano är en ö i Argentina.   Den ligger i provinsen Santa Cruz, i den södra delen av landet, 1 600 km söder om huvudstaden Buenos Aires. Arean är 0,10 kvadratkilometer.
Terrängen på Isla Guano är mycket platt.